# Rio Jacoca
Rio Jacoca är ett periodiskt vattendrag i Brasilien.   Det ligger i delstaten Sergipe, i den östra delen av landet, 1 300 km nordost om huvudstaden Brasília.
Omgivningarna runt Rio Jacoca är huvudsakligen savann. Runt Rio Jacoca är det ganska tätbefolkat, med 90 invånare per kvadratkilometer.